# La Palme
Pour les articles homonymes, voir La Palme (gouverneur) et Béatrice La Palme.
La Palme  est une commune française, située dans le sud-est du département de l'Aude en région Occitanie.
Sur le plan historique et culturel, la commune fait partie du Narbonnais, un pays comprenant Narbonne et sa périphérie, le massif de la Clape et la bande lagunaire des étangs. Exposée à un climat méditerranéen, elle est drainée par le Rieu, le ruisseau de Picassou et par divers autres petits cours d'eau. Incluse dans le parc naturel régional de la Narbonnaise en Méditerranée, la commune possède un patrimoine naturel remarquable : trois sites Natura 2000 (les « basses Corbières », le « complexe lagunaire de Lapalme » et l'« étang de Lapalme »), trois espaces protégés (l'« étang de la Palme », « Les Coussoules » et les « étangs littoraux de la Narbonnaise ») et onze zones naturelles d'intérêt écologique, faunistique et floristique.
La Palme est une commune rurale et littorale qui compte 1 889 habitants en 2022, après avoir connu une forte hausse de la population depuis 1975. Elle fait partie de l'aire d'attraction de Narbonne. Ses habitants sont appelés les Palmistes.
Le patrimoine architectural de la commune comprend un immeuble protégé au titre des monuments historiques : la porte de la Barbacane, inscrite en 1926.

## Géographie
La Palme, village des Corbières maritimes, est situé entre Narbonne et Perpignan. Le village est construit au bord de l'étang de La Palme, entre la nationale 9 et la départementale 709.
La plage de La Palme se situe au lieu-dit le Rouet, où se trouve également une station de pompage alimentant les salins s'étendant de la mer à l'étang.
La Palme est limitrophe de cinq autres communes.

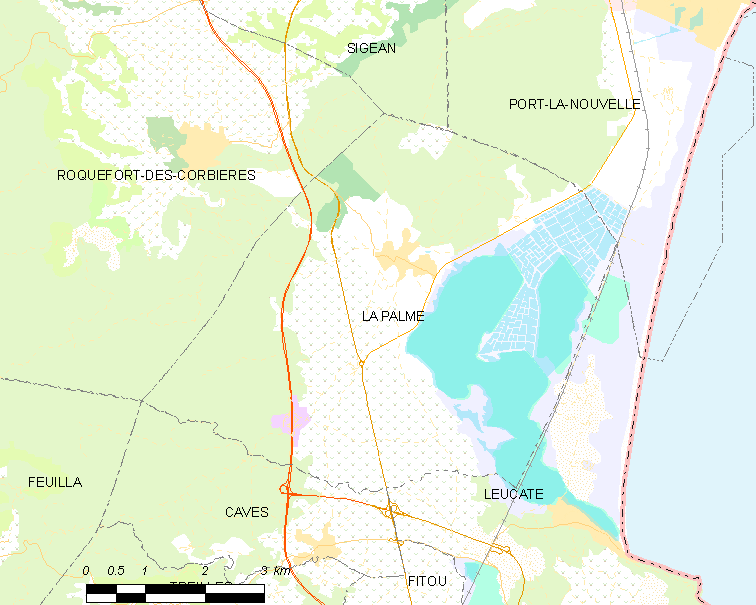
Carte de la commune de La Palme et de ses proches communes.

|                              | Port-la-Nouvelle |                  |
| Roquefort-des-Corbières      | La Palme         | Mer Méditerranée |
| Feuilla (par un quadripoint) | Caves            | Leucate          |

### Voies de communication et transports
La commune est desservie par les lignes 16 et 18 des Autobus de Narbonne.
La ville est desservie par la voie express littorale, qui est desservie par l'autoroute française A9, sortie  39 Sigean ou  40 Leucate, ainsi que par la RN9, puis voie express littorale.

### Hydrographie
La commune est dans la région hydrographique « Côtiers méditerranéens », au sein du bassin hydrographique Rhône-Méditerranée-Corse. Elle est drainée par le Rieu, le ruisseau de Picassou, le ruisseau de Buffèque, le ruisseau de la Jasse Rouge, le ruisseau de Mezerac, le ruisseau de Saint Pancrace, le ruisseau des Vignes et le ruisseau du Moulas, qui constituent un réseau hydrographique de 19 km de longueur totale,.
Le Rieu, d'une longueur totale de 17,3 km, prend sa source sur le territoire communal et s'écoule d'ouest en est. Il traverse la commune et se jette dans l'étang de La Palme à Leucate, après avoir traversé 4 communes.

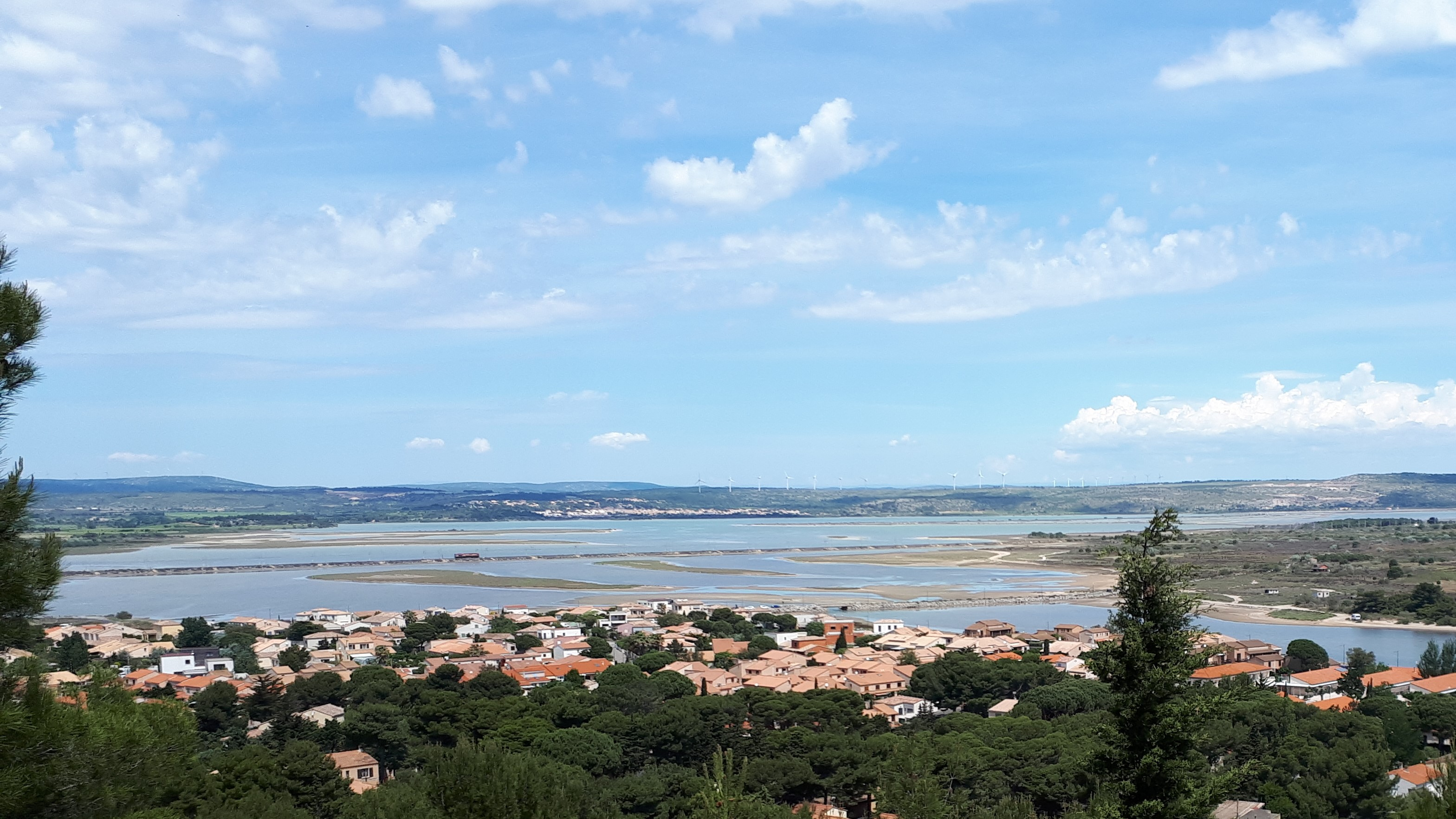
Étang de Lapalme depuis les hauteurs de la Franqui. Au loin, sous les éoliennes : la ville de La Palme.
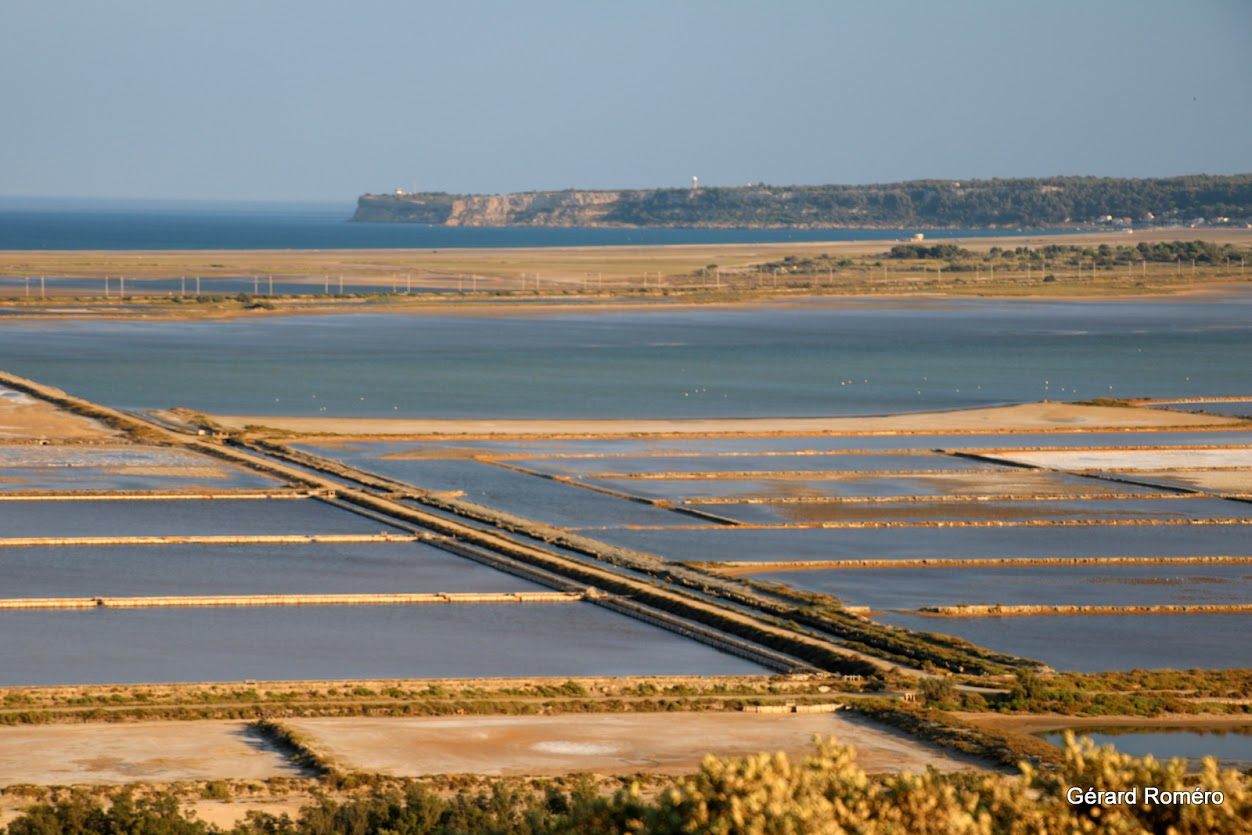
Salin de La Palme.

### Climat
Pour des articles plus généraux, voir Climat de l'Occitanie et Climat de l'Aude.
En 2010, le climat de la commune est de type climat méditerranéen franc, selon une étude s'appuyant sur une série de données couvrant la période 1971-2000. En 2020, Météo-France publie une typologie des climats de la France métropolitaine dans laquelle la commune est exposée à un climat méditerranéen et est dans la région climatique Provence, Languedoc-Roussillon, caractérisée par une pluviométrie faible en été, un très bon ensoleillement (2 600 h/an), un été chaud (21,5 °C), un air très sec en été, sec en toutes saisons, des vents forts (fréquence de 40 à 50 % de vents > 5 m/s) et peu de brouillards.
Pour la période 1971-2000, la température annuelle moyenne est de 15,2 °C, avec une amplitude thermique annuelle de 15,5 °C. Le cumul annuel moyen de précipitations est de 592 mm, avec 5,1 jours de précipitations en janvier et 2,2 jours en juillet. Pour la période 1991-2020, la température moyenne annuelle observée sur la station météorologique la plus proche, située sur la commune de Fitou à 9 km à vol d'oiseau, est de 17,3 °C et le cumul annuel moyen de précipitations est de 558,8 mm,. Pour l'avenir, les paramètres climatiques de la commune estimés pour 2050 selon différents scénarios d’émission de gaz à effet de serre sont consultables sur un site dédié publié par Météo-France en novembre 2022.

### Milieux naturels et biodiversité

#### Espaces protégés
La protection réglementaire est le mode d’intervention le plus fort pour préserver des espaces naturels remarquables et leur biodiversité associée,.
La commune fait partie du parc naturel régional de la Narbonnaise en Méditerranée, créé en 2003 et d'une superficie de 68 350 ha, qui s'étend sur 21 communes du département. Composé de la majeure partie des milieux lagunaires du littoral audois et de ses massifs environnants, ce territoire représente en France l’un des rares et derniers grands sites naturels préservés, de cette ampleur et de cette diversité en bordure de Méditerranée (Golfe du Lion).
Trois autres espaces protégés sont présents sur la commune : 
- l'« étang de la Palme », un terrain acquis par le Conservatoire du Littoral, d'une superficie de 45,6 ha[17],[18] ;
- « Les Coussoules », un terrain acquis par le Conservatoire du Littoral, d'une superficie de 29,4 ha[19],[20] ;
- les « étangs littoraux de la Narbonnaise », une zone humide protégée par la convention de Ramsar, d'une superficie de 12 376,7 ha[21].

#### Réseau Natura 2000

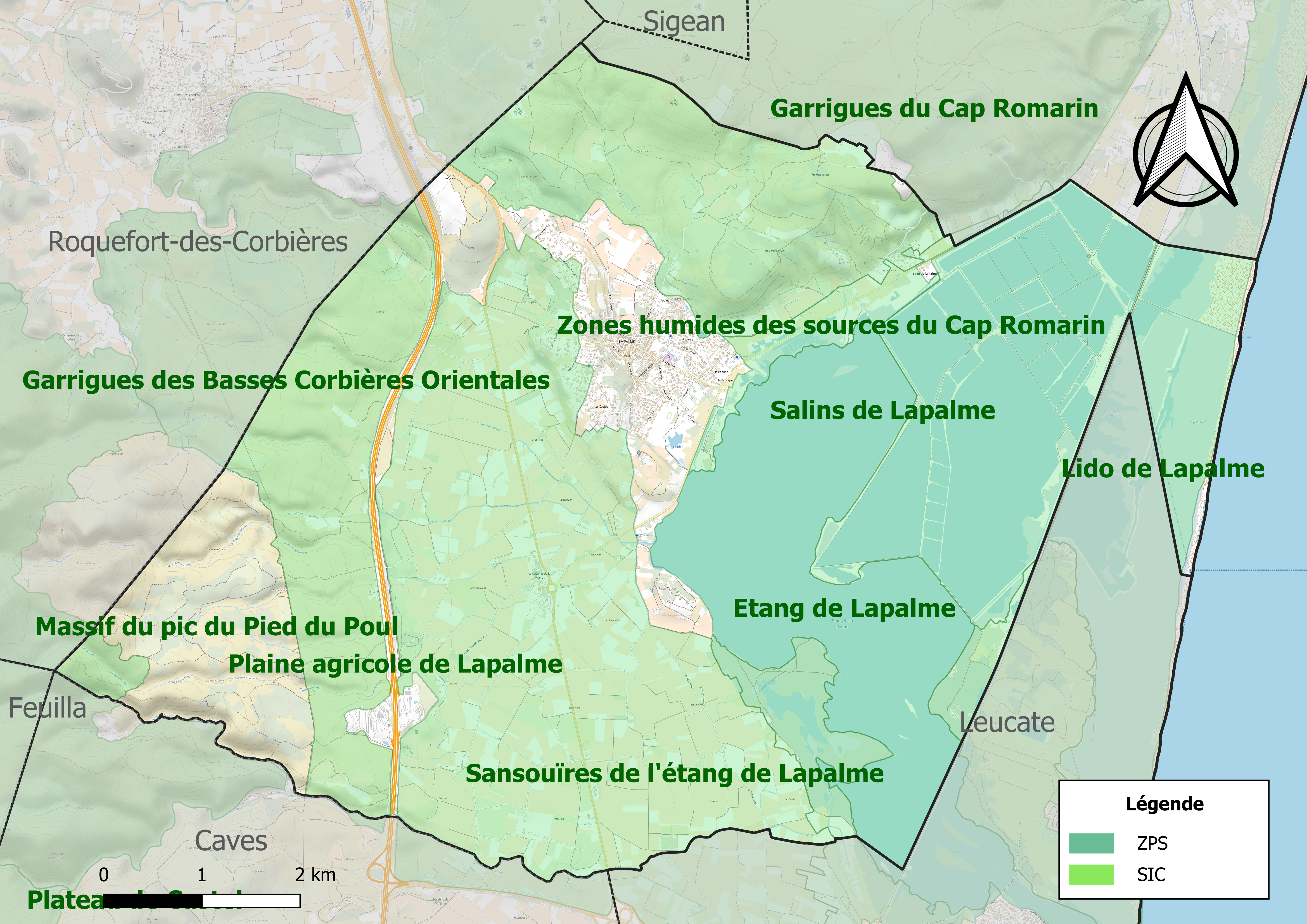
Site Natura 2000 sur le territoire communal.

Le réseau Natura 2000 est un réseau écologique européen de sites naturels d'intérêt écologique élaboré à partir des directives habitats et oiseaux, constitué de zones spéciales de conservation (ZSC) et de zones de protection spéciale (ZPS).
Un site Natura 2000 a été défini sur la commune au titre de la directive habitats :
- le « complexe lagunaire de Lapalme », d'une superficie de 1 856 ha, la lagune de référence selon les critères de l'état écologique de la Directive-cadre sur l'eau. On trouve des formations très riches en Limonium (steppes salées-habitat prioritaire) et des herbiers de Zostères (Zostera noltii) en mélanges avec des Ruppia (Ruppia cirrhosa)[24]

et deux au titre de la directive oiseaux : 
- les « basses Corbières », d'une superficie de 29 495 ha, un site important pour la conservation des rapaces : l'Aigle de Bonelli, l'Aigle royal, le Grand-duc d’Europe, le Circaète Jean-le-Blanc, le Faucon pèlerin, le Busard cendré, l'Aigle botté[25] ;
- l'« étang de Lapalme », d'une superficie de 3 904 ha, comprenant des formations plus ou moins salées en périphérie de la lagune qui présentent un intérêt majeur pour la nidification. En fonction du degré de salinité, et donc de la végétation, les espèces d'oiseaux se répartissent le territoire[26].

#### Zones naturelles d'intérêt écologique, faunistique et floristique
L’inventaire des zones naturelles d'intérêt écologique, faunistique et floristique (ZNIEFF) a pour objectif de réaliser une couverture des zones les plus intéressantes sur le plan écologique, essentiellement dans la perspective d’améliorer la connaissance du patrimoine naturel national et de fournir aux différents décideurs un outil d’aide à la prise en compte de l’environnement dans l’aménagement du territoire.
Huit ZNIEFF de type 1 sont recensées sur la commune :
- l'« étang de Lapalme » (508 ha), couvrant 2 communes du département[28] ;
- les « garrigues des Basses Corbières Orientales » (648 ha), couvrant 2 communes du département[29] ;
- « les Coussoules » (185 ha), couvrant 2 communes du département[30] ;
- le « massif du pic du Pied du Poul » (2 515 ha), couvrant 5 communes du département[31] ;
- la « plaine agricole de Lapalme » (1 037 ha), couvrant 3 communes du département[32] ;
- les « salins de Lapalme » (432 ha), couvrant 3 communes du département[33] ;
- les « sansouïres de l'étang de Lapalme » (131 ha), couvrant 2 communes du département[34] ;
- les « zones humides des sources du Cap Romarin » (100 ha), couvrant 2 communes du département[35] ;

et trois ZNIEFF de type 2, : 
- le « complexe lagunaire de Lapalme » (1 926 ha), couvrant 3 communes du département[36] ;
- les « Corbières orientales » (30 263 ha), couvrant 19 communes dont 12 dans l'Aude et 7 dans les Pyrénées-Orientales[37] ;
- les « garrigues du Cap Romarin » (1 935 ha), couvrant 4 communes du département[38].

Carte des ZNIEFF de type 1 et 2 à La Palme.
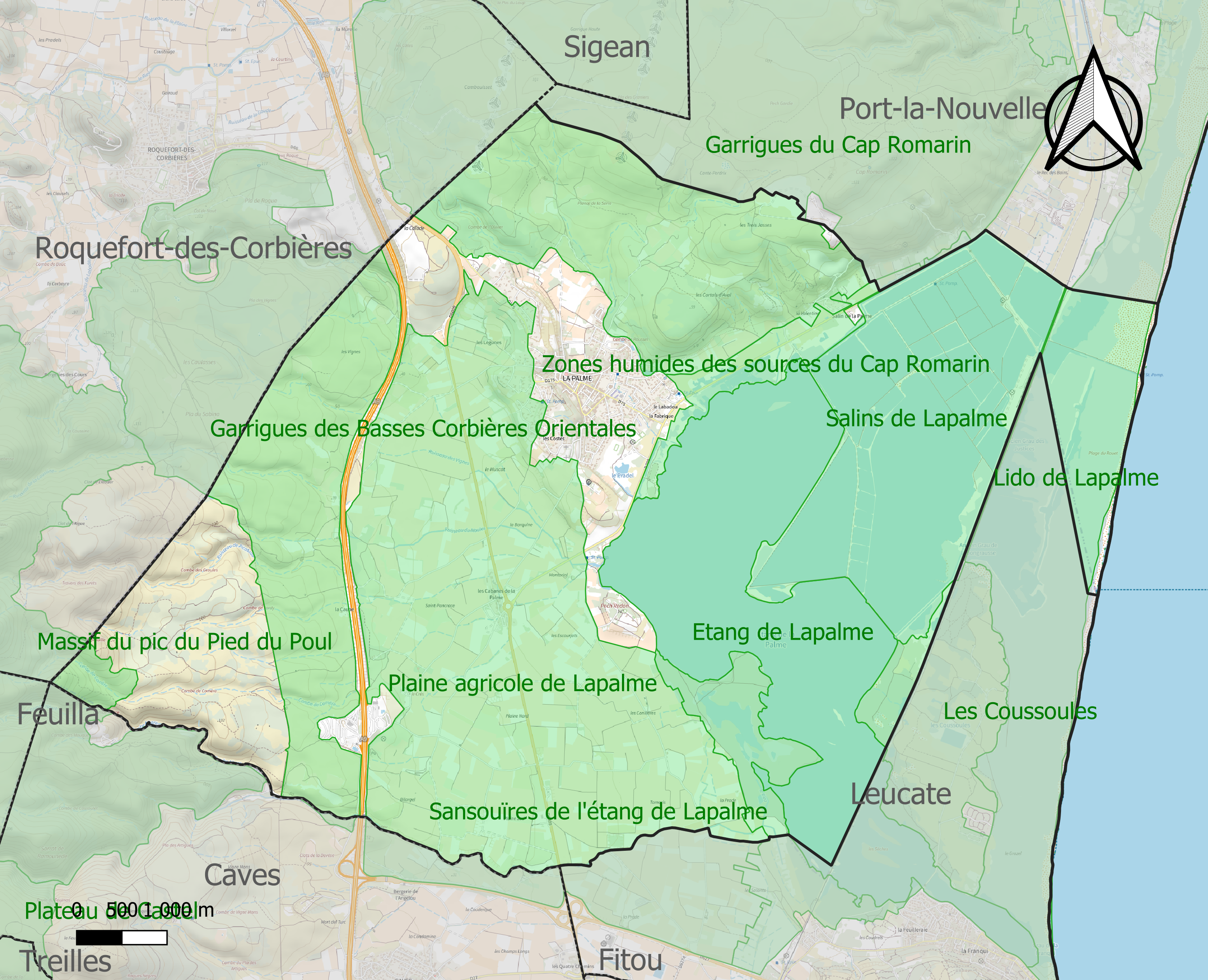
Carte des ZNIEFF de type 1 sur la commune.
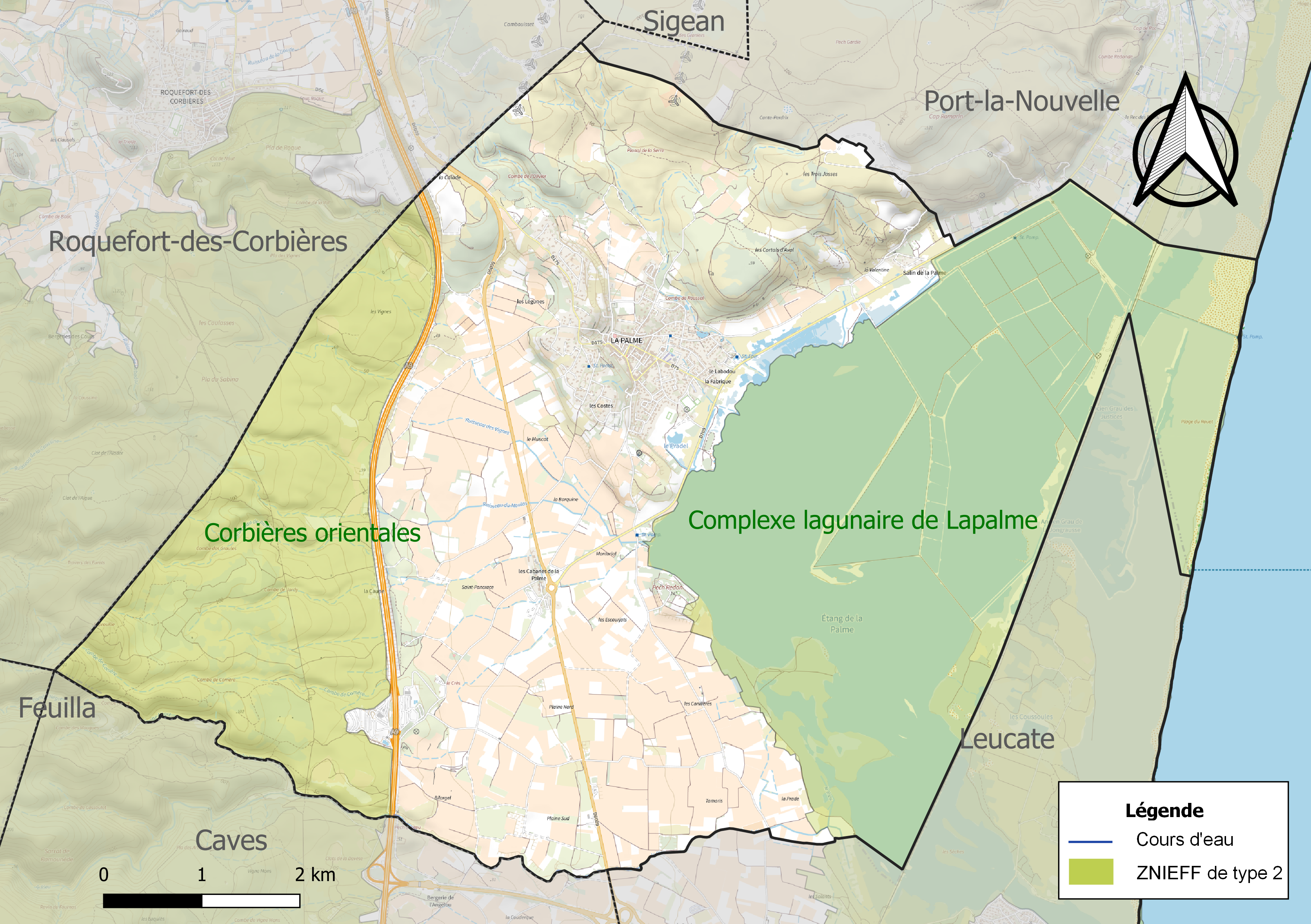
Carte des ZNIEFF de type 2 sur la commune.

## Urbanisme

### Typologie
Au 1er janvier 2024, La Palme est catégorisée bourg rural, selon la nouvelle grille communale de densité à 7 niveaux définie par l'Insee en 2022.
Elle est située hors unité urbaine. Par ailleurs la commune fait partie de l'aire d'attraction de Narbonne, dont elle est une commune de la couronne,. Cette aire, qui regroupe 71 communes, est catégorisée dans les aires de 50 000 à moins de 200 000 habitants,.
La commune, bordée par la mer Méditerranée, est également une commune littorale au sens de la loi du 3 janvier 1986, dite loi littoral. Des dispositions spécifiques d’urbanisme s’y appliquent dès lors afin de préserver les espaces naturels, les sites, les paysages et l’équilibre écologique du littoral, tel le principe d'inconstructibilité, en dehors des espaces urbanisés, sur la bande littorale des 100 mètres, ou plus si le plan local d’urbanisme le prévoit.

### Occupation des sols
L'occupation des sols de la commune, telle qu'elle ressort de la base de données européenne d’occupation biophysique des sols Corine Land Cover (CLC), est marquée par l'importance des territoires agricoles (31,4 % en 2018), en diminution par rapport à 1990 (33,7 %). La répartition détaillée en 2018 est la suivante : 
milieux à végétation arbustive et/ou herbacée (27,9 %), cultures permanentes (24,5 %), zones humides côtières (17,3 %), eaux maritimes (16,4 %), 1forêts et milieux semi-naturels30,531,1zones agricoles hétérogènes (6,9 %), zones urbanisées (3,4 %), forêts (1,8 %), zones industrielles ou commerciales et réseaux de communication (1,1 %), espaces ouverts, sans ou avec peu de végétation (0,8 %). L'évolution de l’occupation des sols de la commune et de ses infrastructures peut être observée sur les différentes représentations cartographiques du territoire : la carte de Cassini (XVIIIe siècle), la carte d'état-major (1820-1866) et les cartes ou photos aériennes de l'IGN pour la période actuelle (1950 à aujourd'hui).

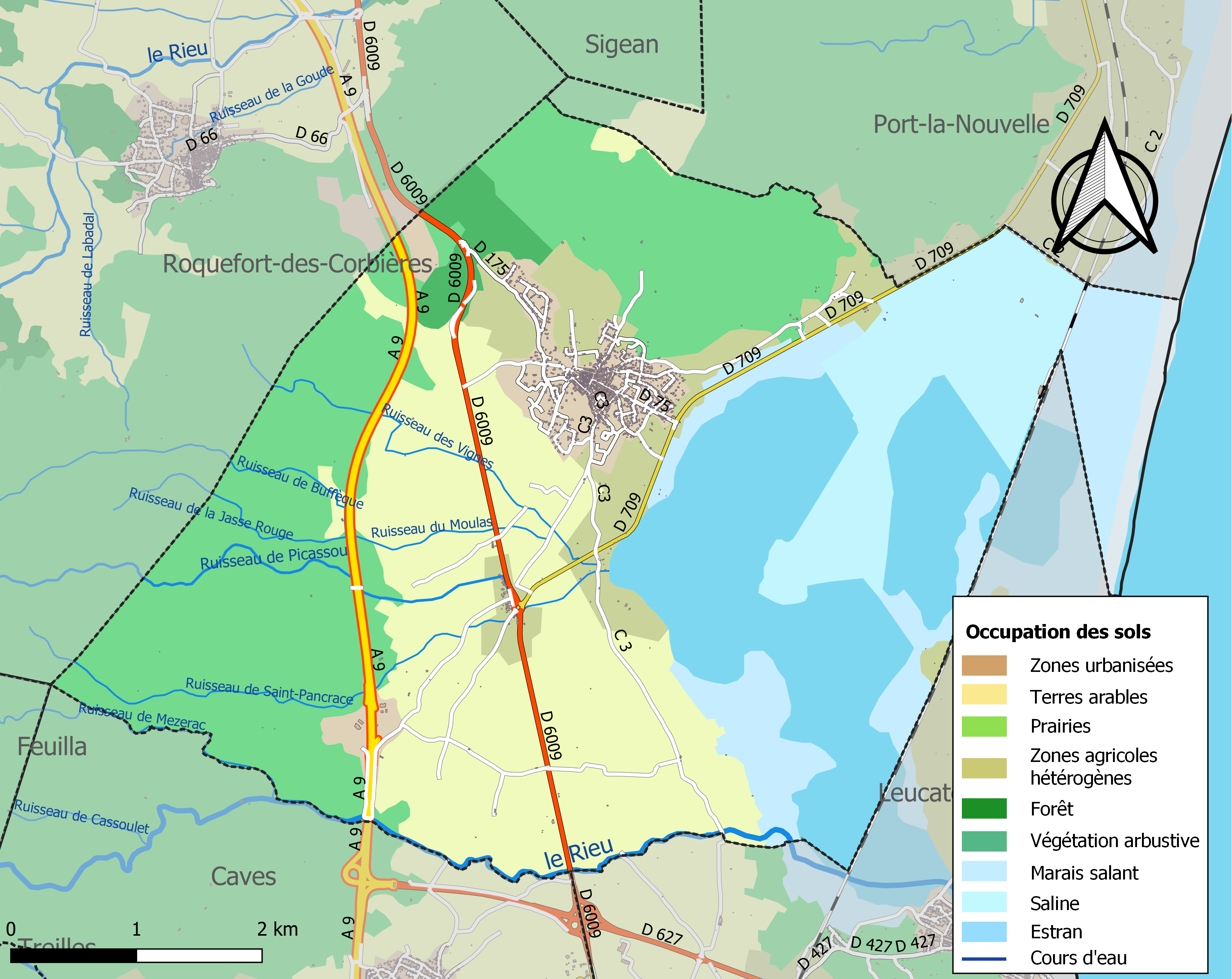
Carte des infrastructures et de l'occupation des sols de la commune en 2018 (CLC).

### Risques majeurs
Le territoire de la commune de La Palme est vulnérable à différents aléas naturels : météorologiques (tempête, orage, neige, grand froid, canicule ou sécheresse), inondations, feux de forêts et séisme (sismicité faible). Il est également exposé à un risque technologique, le transport de matières dangereuses. Un site publié par le BRGM permet d'évaluer simplement et rapidement les risques d'un bien localisé soit par son adresse soit par le numéro de sa parcelle.

#### Risques naturels
Certaines parties du territoire communal sont susceptibles d’être affectées par le risque d’inondation par débordement de cours d'eau et par submersion marine, notamment le Rieu. La commune a été reconnue en état de catastrophe naturelle au titre des dommages causés par les inondations et coulées de boue survenues en 1982, 1986, 1992, 1994, 1996, 1999, 2003, 2005, 2009, 2014 et 2019,.

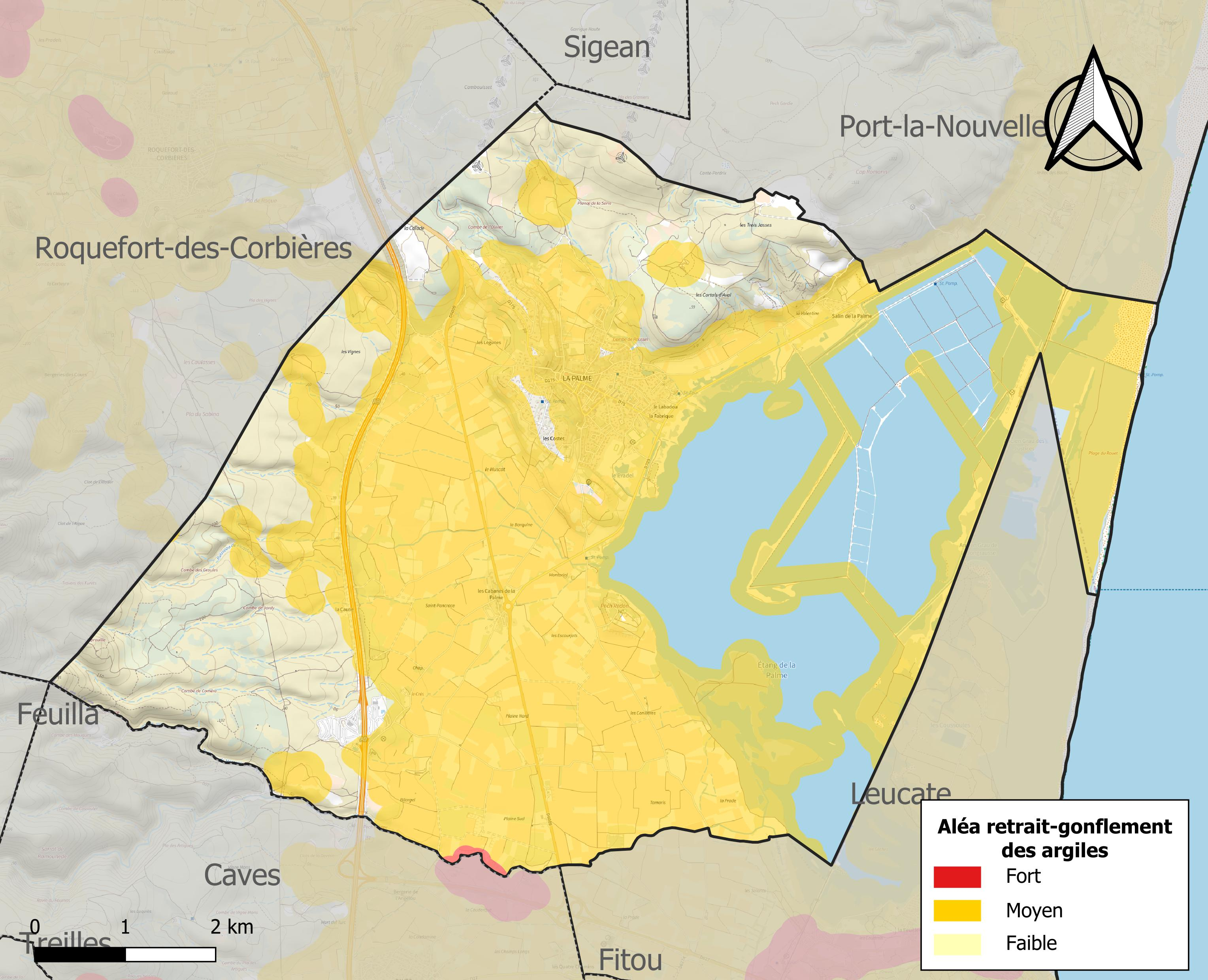
Carte des zones d'aléa retrait-gonflement des sols argileux de La Palme.

Le retrait-gonflement des sols argileux est susceptible d'engendrer des dommages importants aux bâtiments en cas d’alternance de périodes de sécheresse et de pluie. 60,2 % de la superficie communale est en aléa moyen ou fort (75,2 % au niveau départemental et 48,5 % au niveau national). Sur les 1 144 bâtiments dénombrés sur la commune en 2019, 1097 sont en aléa moyen ou fort, soit 96 %, à comparer aux 94 % au niveau départemental et 54 % au niveau national. Une cartographie de l'exposition du territoire national au retrait gonflement des sols argileux est disponible sur le site du BRGM,.

#### Risques technologiques
Le risque de transport de matières dangereuses sur la commune est lié à sa traversée par une route à fort trafic et une ligne de chemin de fer. Un accident se produisant sur de telles infrastructures est en effet susceptible d’avoir des effets graves au bâti ou aux personnes jusqu’à 350 m, selon la nature du matériau transporté. Des dispositions d’urbanisme peuvent être préconisées en conséquence.

## Histoire
Le peuple vivant en ce bord de mer s'appelait les Élisyques, un peuple Ibère. Un oppidum Élisyque, Pech Maho, se trouve à quelques kilomètres de la villa Palmae.
Le 28 juin 805, Charlemagne donne le village à l'abbaye de Lagrasse. Un cella est installé : Saint Jean de la consécration ou San Joan de la Palma et géré par les moines de Lagrasse. Vers le XIIe siècle une enceinte se constitue autour de ce qui est devenu une église. C'est un des lieux du diocèse de Narbonne qui enverra des députés aux états provinciaux.
En 1206, Amiel d'Auriac, frère d'Olivier de Termes, devient seigneur de Saint-Pancrace, donné en fief par les vicomtes de Narbonne. Il reste encore en ce lieu une chapelle du Xe siècle, Saint-Pancrace. En 1302, après avoir cédé la seigneurie de Saint Pancrace à son fils Bernard, Amelius d'Auriac devient co-seigneur de La Palme après le paréage signé avec l'abbé de Lagrasse.
Le 28 octobre 1503, le duc d'Albe s'empare de Leucate, ainsi que les villages de La Palme, Sigean, Fitou, Treilles, Roquefort, Saint-Jean-de-Barrou, Villesèque et d'autres bourgs jusqu'à Narbonne où l'armée française, commandée par le maréchal de Rieux, arrête sa progression.
À la suite de destructions et de pillages, La Palme se reconstruit en absorbant deux agglomérations, San Brancat et Glabanel, derrière un nouveau rempart. Mais lors de l'invasion espagnole de 1637, le village ouvre ses portes.

## Politique et administration

### Administration municipale
Le nombre d'habitants au recensement de 2011 étant compris entre 1 500 habitants et 2 499 habitants, le nombre de membres du conseil municipal pour l'élection de 2014 est de dix neuf,.

### Liste des maires
| Période                                  | Période   | Identité         | Étiquette | Qualité |
| ---------------------------------------- | --------- | ---------------- | --------- | ------- |
| mars 2001                                | mars 2014 | André Pla        |           |         |
| mars 2014                                | En cours  | Jean-Paul Fauran |           |         |
| Les données manquantes sont à compléter. |           |                  |           |         |

## Population et société

### Démographie
L'évolution du nombre d'habitants est connue à travers les recensements de la population effectués dans la commune depuis 1793. Pour les communes de moins de 10 000 habitants, une enquête de recensement portant sur toute la population est réalisée tous les cinq ans, les populations de référence des années intermédiaires étant quant à elles estimées par interpolation ou extrapolation. Pour la commune, le premier recensement exhaustif entrant dans le cadre du nouveau dispositif a été réalisé en 2006.

En 2022, la commune comptait 1 889 habitants, en évolution de +10,4 % par rapport à 2016 (Aude : +2,65 %, France hors Mayotte : +2,11 %).
| 1793 | 1800 | 1806 | 1821 | 1831 | 1836  | 1846 | 1851 | 1856 |
| ---- | ---- | ---- | ---- | ---- | ----- | ---- | ---- | ---- |
| 379  | 425  | 457  | 608  | 970  | 1 137 | 750  | 775  | 860  |

| 1861  | 1866  | 1872  | 1876  | 1881  | 1886  | 1891  | 1896  | 1901  |
| ----- | ----- | ----- | ----- | ----- | ----- | ----- | ----- | ----- |
| 1 040 | 1 176 | 1 170 | 1 247 | 1 626 | 1 718 | 1 528 | 1 404 | 1 305 |

| 1906  | 1911  | 1921  | 1926 | 1931 | 1936  | 1946 | 1954 | 1962 |
| ----- | ----- | ----- | ---- | ---- | ----- | ---- | ---- | ---- |
| 1 229 | 1 171 | 1 161 | 970  | 980  | 1 137 | 817  | 808  | 842  |

| 1968 | 1975 | 1982 | 1990  | 1999  | 2006  | 2011  | 2016  | 2021  |
| ---- | ---- | ---- | ----- | ----- | ----- | ----- | ----- | ----- |
| 851  | 865  | 935  | 1 009 | 1 151 | 1 431 | 1 552 | 1 711 | 1 784 |

| 2022  | - | - | - | - | - | - | - | - |
| ----- | - | - | - | - | - | - | - | - |
| 1 889 | - | - | - | - | - | - | - | - |

| selon la population municipale des années : | 1968 | 1975 | 1982 | 1990 | 1999 | 2006 | 2009 | 2013 |
| Rang de la commune dans le département      | 57   | 50   | 47   | 51   | 40   | 36   | 36   | 35   |
| Nombre de communes du département           | 439  | 436  | 435  | 437  | 438  | 438  | 438  | 438  |

### Manifestations culturelles et festivités
- Las Claous de la Paumo, fête historique du village.
- La Cérémonie des Consuls avec la remise des clés au Seigneur de La Palme par le moine délégué de l'abbaye de Lagrasse.

## Économie

### Revenus
En 2018  (données Insee publiées en septembre 2021), la commune compte 806 ménages fiscaux, regroupant 1 856 personnes. La médiane du revenu disponible par unité de consommation est de 21 030 € (19 240 € dans le département).

### Emploi
| Division       | 2008   | 2013   | 2018   |
| -------------- | ------ | ------ | ------ |
| Commune        | 8,1 %  | 12,9 % | 10,3 % |
| Département    | 10,2 % | 12,8 % | 12,6 % |
| France entière | 8,3 %  | 10 %   | 10 %   |

En 2018, la population âgée de 15 à 64 ans s'élève à 921 personnes, parmi lesquelles on compte 69,3 % d'actifs (59 % ayant un emploi et 10,3 % de chômeurs) et 30,7 % d'inactifs,. En  2018, le taux de chômage communal (au sens du recensement) des 15-64 ans est inférieur à celui du département, mais supérieur à celui de la France, alors qu'en 2008 il était inférieur à celui de la France.
La commune fait partie de la couronne de l'aire d'attraction de Narbonne, du fait qu'au moins 15 % des actifs travaillent dans le pôle,. Elle compte 257 emplois en 2018, contre 223 en 2013 et 247 en 2008. Le nombre d'actifs ayant un emploi résidant dans la commune est de 551, soit un indicateur de concentration d'emploi de 46,7 % et un taux d'activité parmi les 15 ans ou plus de 46,3 %.
Sur ces 551 actifs de 15 ans ou plus ayant un emploi, 162 travaillent dans la commune, soit 29 % des habitants. Pour se rendre au travail, 86,6 % des habitants utilisent un véhicule personnel ou de fonction à quatre roues, 0,5 % les transports en commun, 6,6 % s'y rendent en deux-roues, à vélo ou à pied et 6,4 % n'ont pas besoin de transport (travail au domicile).

### Activités hors agriculture

#### Secteurs d'activités
153 établissements sont implantés  à la Palme au 31 décembre 2019. Le tableau ci-dessous en détaille le nombre par secteur d'activité et compare les ratios avec ceux du département,.
| Secteur d'activité                                                                                        | Commune | Commune | Département |
| Secteur d'activité                                                                                        | Nombre  | %       | %           |
| --- | ------- | ------- | ----------- |
| Ensemble                                                                                                  | 153     | 100 %   | (100 %)     |
| Industrie manufacturière, industries extractives et autres                                                | 13      | 8,5 %   | (8,8 %)     |
| Construction                                                                                              | 19      | 12,4 %  | (14 %)      |
| Commerce de gros et de détail, transports, hébergement et restauration                                    | 48      | 31,4 %  | (32,3 %)    |
| Information et communication                                                                              | 3       | 2 %     | (1,6 %)     |
| Activités financières et d'assurance                                                                      | 1       | 0,7 %   | (2,7 %)     |
| Activités immobilières                                                                                    | 10      | 6,5 %   | (5,2 %)     |
| Activités spécialisées, scientifiques et techniques et activités de services administratifs et de soutien | 28      | 18,3 %  | (13,3 %)    |
| Administration publique, enseignement, santé humaine et action sociale                                    | 14      | 9,2 %   | (13,2 %)    |
| Autres activités de services                                                                              | 17      | 11,1 %  | (8,8 %)     |

Le secteur du commerce de gros et de détail, des transports, de l'hébergement et de la restauration est prépondérant sur la commune puisqu'il représente 31,4 % du nombre total d'établissements de la commune (48 sur les 153 entreprises implantées  à la Palme), contre 32,3 % au niveau départemental.

#### Entreprises
Les quatre entreprises ayant leur siège social sur le territoire communal qui génèrent le plus de chiffre d'affaires en 2020 sont : 
- Taf Bat Construction, travaux de maçonnerie générale et gros œuvre de bâtiment (786 k€)
- JDS 11, activités des sièges sociaux (32 k€)
- Cigal'home, agences immobilières (29 k€)
- Lupi, conseil pour les affaires et autres conseils de gestion (8 k€)

Un salin sur l'étang de Leucate est exploité depuis l'Antiquité. En 2019, il fait environ 400 hectares et a produit 23 000 tonnes de sel.

### Agriculture
La commune fait partie de la petite région agricole dénommée « Région viticole ». En 2020, l'orientation technico-économique de l'agriculture  sur la commune est la viticulture.
|               | 1988 | 2000 | 2010 | 2020 |
| ------------- | ---- | ---- | ---- | ---- |
| Exploitations | 80   | 65   | 39   | 29   |
| SAU (ha)      | 779  | 773  | 609  | 542  |

Le nombre d'exploitations agricoles en activité et ayant leur siège dans la commune est passé de 80 lors du recensement agricole de 1988  à 65 en 2000 puis à 39 en 2010 et enfin à 29 en 2020, soit une baisse de 64 % en 32 ans. Le même mouvement est observé à l'échelle du département qui a perdu pendant cette période 60 % de ses exploitations,. La surface agricole utilisée sur la commune a également diminué, passant de 779 ha en 1988 à 542 ha en 2020Parallèlement la surface agricole utilisée moyenne par exploitation a augmenté, passant de 10 à 19 ha.

## Culture locale et patrimoine

### Lieux et monuments
- Chapelle Saint-Pancrace de La Palme : petite chapelle romane du Xe siècle dédiée à saint Pancrace, près du village et de l’étang de La Palme. Aujourd’hui désert, le lieu était jadis un petit village donné en fief à la famille d’Auriac par les vicomtes de Narbonne au cours du XIIIe siècle.
- Église Saint-Jean de La Palme, du XIIIe siècle.
- Vieux remparts et portes fortifiées.
- La porte de la Barbacane (ancien pont-levis).
- La tour de l’Horloge : proche de la barbacane
La porte de la Barbacane et la tour de l'Horloge sont inscrites au titre des sites naturels depuis 23 octobre 1942[66].
- Les moulins et le plan d'eau Désiré-Pech[67],[68].
- Les capitelles des carriers et les murs en pierre sèche.
- L'ancien château aux fenêtres Renaissance.
- Les lavoirs[69].

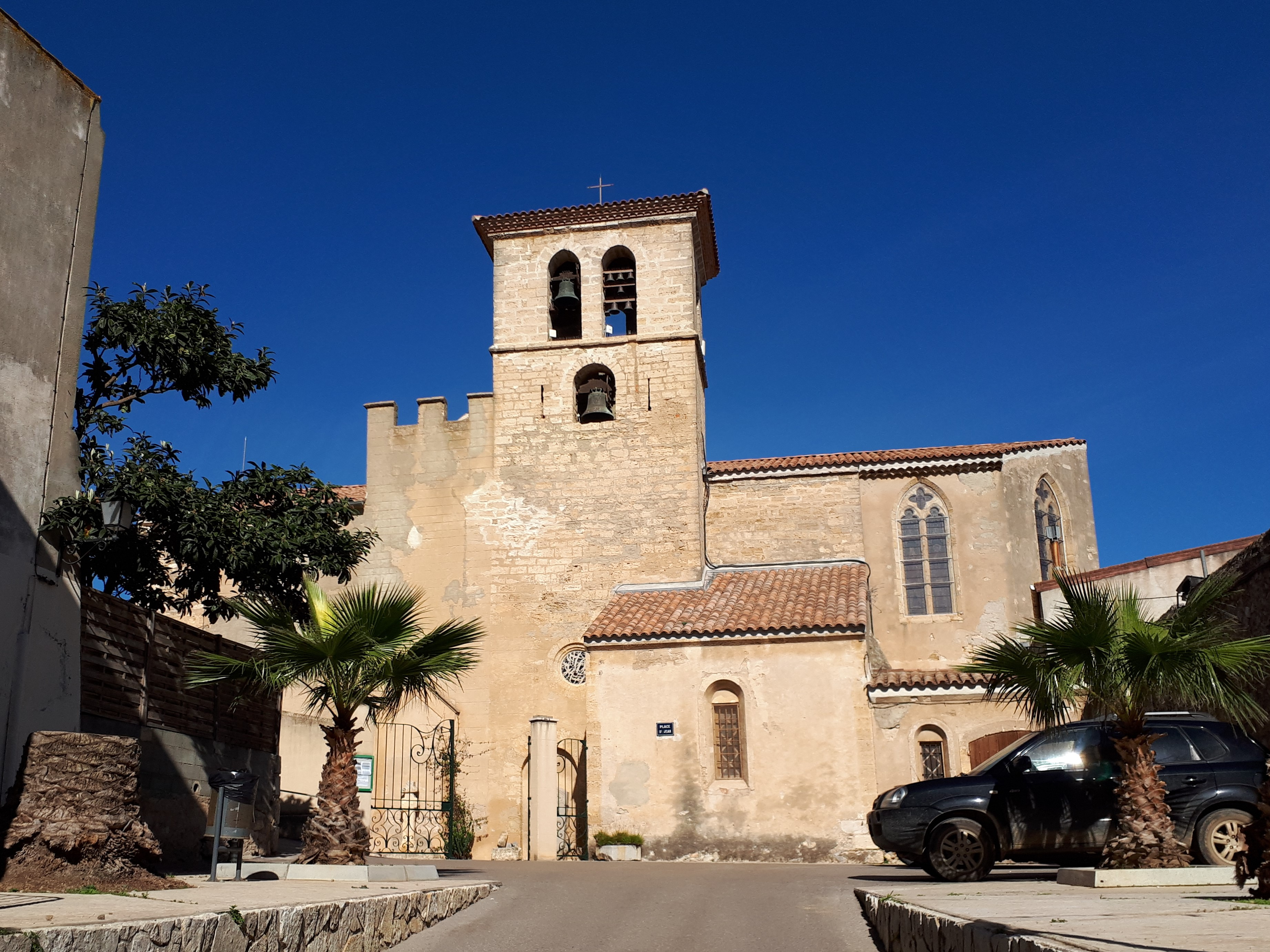
Église Saint-Jean.
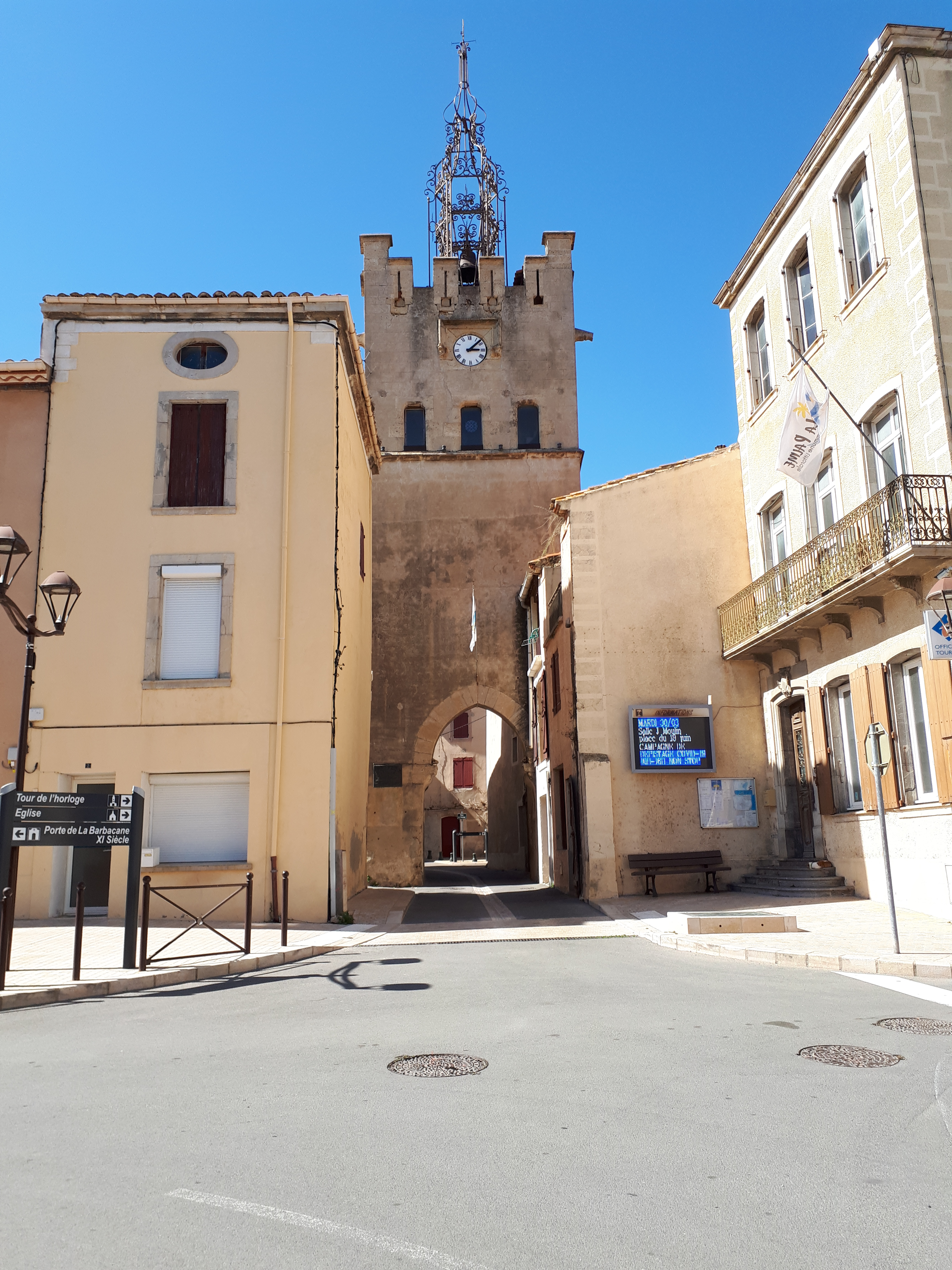
La tour de l’horloge.
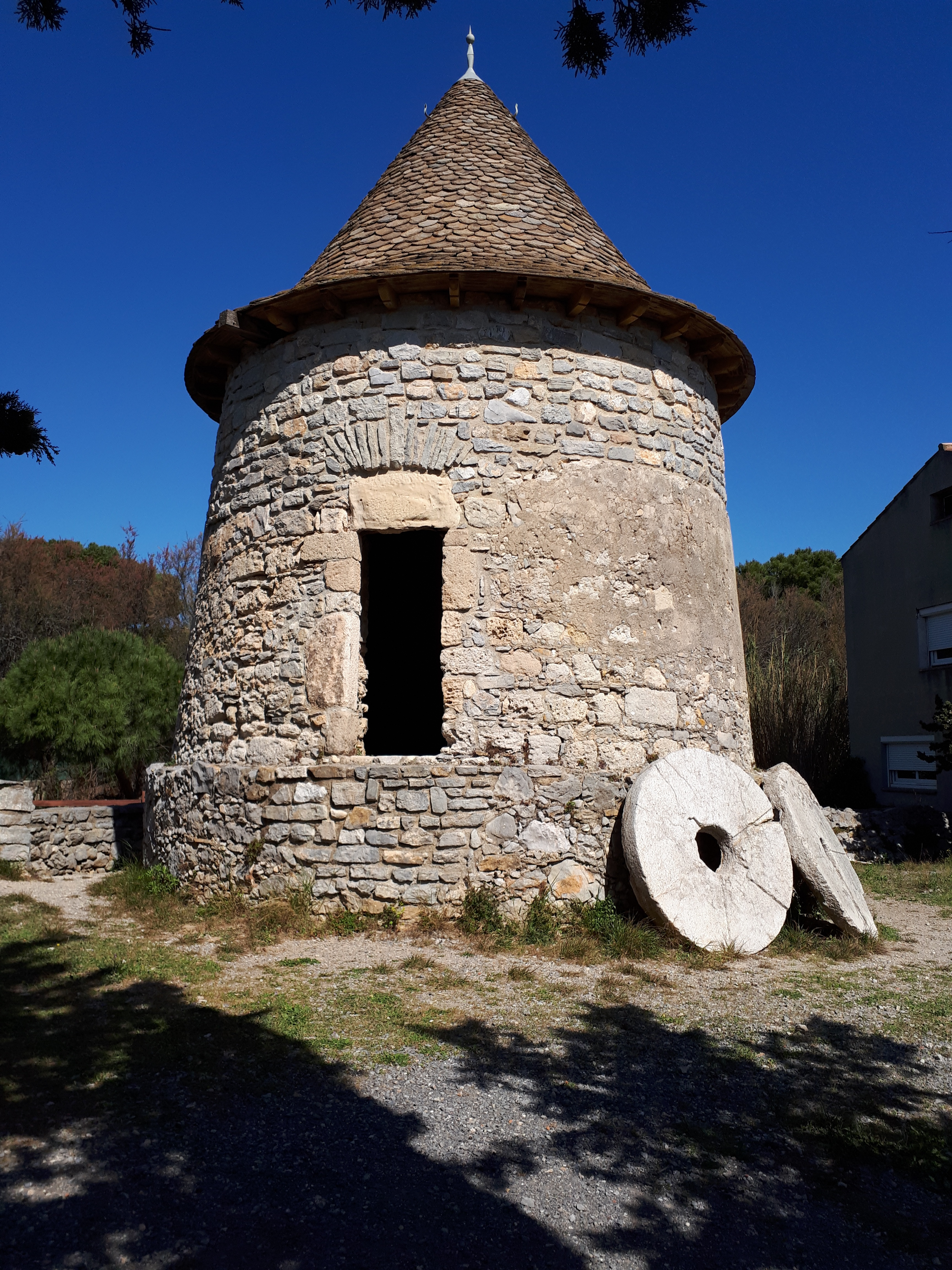
Ancien moulin à vent.
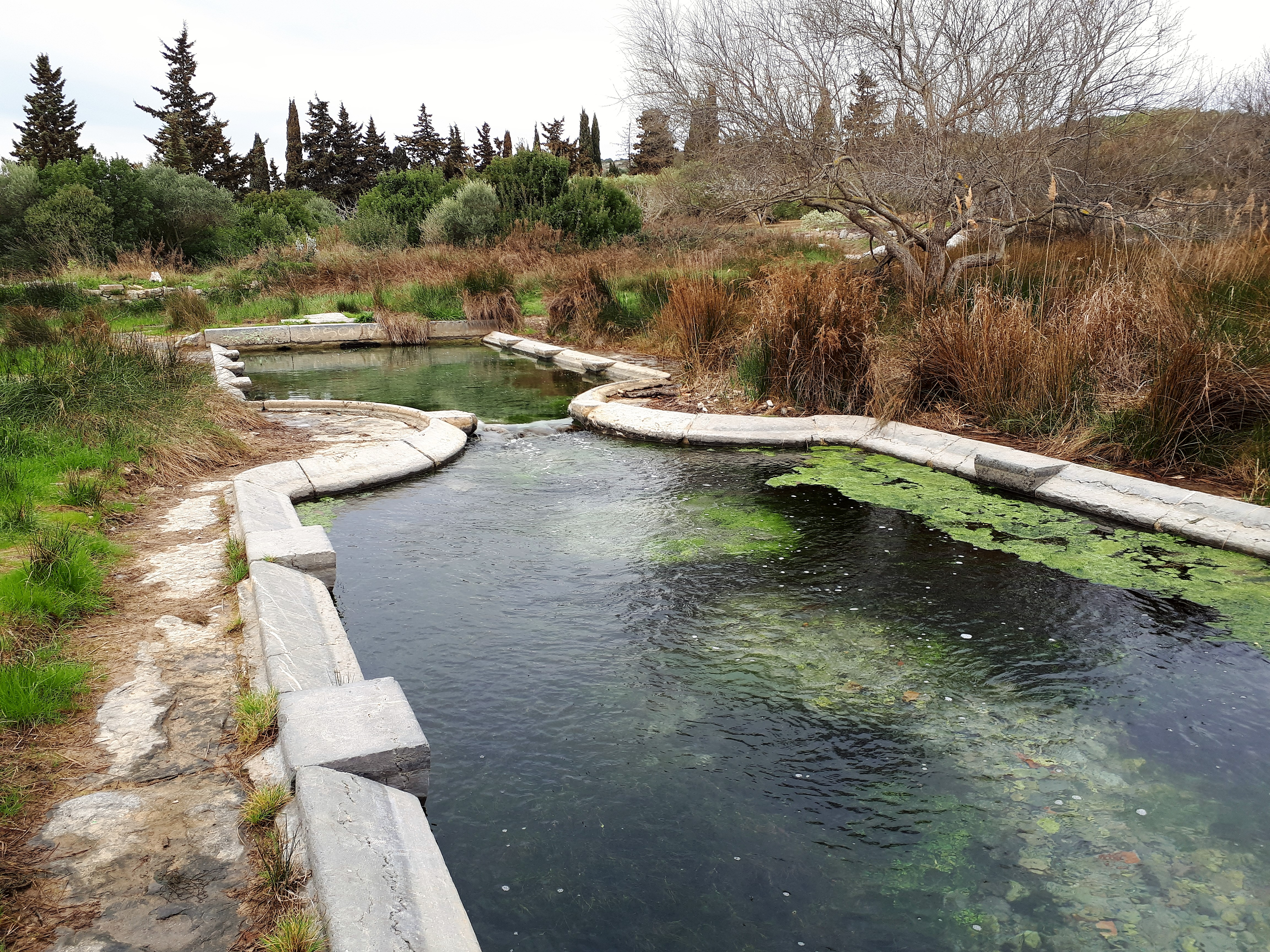
Lavoir de la Païcherasse.

- La croix de Saint-Vincent où se situait l'église du village de pêcheurs disparue « Glabanel ».
- L'ancienne carrière.
- Le rouet sur la plage est la station de pompage des salins.
- La Voie Domitienne : après de nombreuses découvertes, il est établi que la voie passait à proximité de la chapelle Saint-Pancrace à 50 mètres de la nationale 9, le vingtième milliaire ayant été découvert dans une vigne près du Rieu de Caves, Treilles. Une reproduction de la coupe de la voie romaine et une copie de la XXe borne miliaire avec des inscriptions : Aénobarbus.. a été créée à l'aire de repos des Cabanes de La Palme. La voie traversait l'actuel hameau où se trouvait un relais de voyage. Autour de la chapelle ont été découverts des tuiles, des sépultures, et toutes sortes de débris anciens, mais aussi des pièces de monnaie et une statuette en bronze : une Isis Fortuna, la réplique exacte de celle trouvée à Herculanum ; mais surtout un passé gallo-romain (saint Pancrace était un saint important à Rome : il y fut martyrisé en l’an 304, sous le règne de Dioclétien, et dès le IVe siècle, il eut une église à son nom à Rome).

### Personnalités liées à la commune
- Joë Bousquet (1897-1950) : poète qui venait en vacances chez ses grands-parents, dans la rue qui porte aujourd'hui son nom (auteur du livre Le Roi du sel, un conte sur La Palme) ;
- Jean-Jacques Borrut (1944-2020) : artiste plasticien et poète né à La Palme.
- Roger Gouzy (1905-2016), doyen masculin des Français à partir de janvier 2015, y est né et mort.

### Équipements culturels
La Palme possède des ateliers d'Art et d'exposition.

### Héraldique
| Blason de Palme (La) | Blason  | D'azur à un palmier d'or posé sur une terrasse du même.           |
| Blason de Palme (La) | Détails | Armes parlantes. Le statut officiel du blason reste à déterminer. |
| Blason de Palme (La) | Alias   | De gueules à un pal fuselé d'or et de gueules.                    |